# Liste der Mitglieder des Landtages (Volksstaat Hessen) (2. Wahlperiode)
Diese Liste gibt einen Überblick über alle Mitglieder des Landtages des Volksstaates Hessen in der 2. Wahlperiode (1921 bis 1924), gewählt in der Landtagswahl im Volksstaat Hessen 1921.

## Präsidium
- Präsident: Bernhard Adelung (SPD)
- Stellvertreter des Präsidenten:
  - Heinrich Wendelin Soherr (Zentrum)
  - Georg Müller (HBB) (bis 1922)
  - Georg Wilhelm von Helmolt (HBB) (ab 1922)
- Schriftführer
  - Moritz Hahn (DVP)
  - Wilhelm Knoll (Zentrum)
  - Philipp Obenauer (DDP) (bis 1923)
  - Johann Schreiber (DDP) (ab 1923)
  - Konrad Philipp Diehl (HBB)
  - Hermann Neumann (SPD)

## Fraktionsvorsitzende
- HBB: Konrad Brauer
- DDP: Georg Büchner
- DVP: Eduard Dingeldey
- SPD: Georg Kaul
- Zentrum: Georg Lenhart

## Liste der Abgeordneten

### A
- Bernhard Adelung (SPD)
- Wilhelm IV. Anthes (SPD)

### B
- Karoline Balser (Lina) (DDP)
- Maria Birnbaum (DVP)
- Pankraz Blank (Zentrum)
- Karl Heinrich Bornemann (SPD)
- Heinrich Brauer (HBB)
- Otto Rudolf von Brentano di Tremezzo (Zentrum)
- Georg Büchner (DDP)

### D
- Gustav Adolf Dehlinger (HBB, DVP)
- Heinrich Delp (SPD)
- Georg Wilhelm Diehl (DNVP)
- Konrad Philipp Diehl (HBB, DVP)
- Eduard Dingeldey (DVP)
- Wilhelm August Dollinger (DVP)

### E
- Adam Heinrich Ebner (KPD)

### F
- Karl Felder (Zentrum)
- Wilhelm Fenchel (HBB, DVP)
- Johannes Heinrich Füller (DVP)

### G
- Konrad Karl Glaser (HBB, DNVP)
- Daniel Greiner (KPD)

### H
- Johann Moritz Hahn (DVP)
- Jean Christoph Harth (SPD)
- Elisabeth Hattemer (Else) (Zentrum)
- Philipp Hauck, als Nachfolger des am 5. Juni 1924 verstorbenen Johann Laufer (HBB)
- Georg Wilhelm von Helmolt (HBB)
- Konrad Wilhelm Henrich (DDP)
- Karl Henzel (SPD)
- Valentin Herbert (Zentrum)
- Hans Hoffmann (auch Johann) (Zentrum)
- Johann Philipp Hofmann (Zentrum)

### J
- Friedrich Jost (HBB)

### K
- Georg Kaul (SPD)
- Alfred Heinrich Kiel (SPD)
- Rudolf Kindt (DNVP)
- Wilhelm Knoll (Zentrum)
- Heinrich Köhler (DVP)

### L
- Adam II. Lang (SPD)
- Johann Laufer (HBB), am 5. Juni 1924 verstorben, Nachfolger: Philipp Hauck
- Karl Laufer (DVP)
- Georg Lenhart (Zentrum)
- Ludwig Lückel (SPD)
- Wunibald Lutz (SPD)
- Anton Lux (SPD)

### M
- Albin Eduard Mann (SPD)
- Georg Müller (HBB)

### N
- Karl Neff (SPD)
- Hermann Neumann (SPD)
- August Nuss (Zentrum)

### O
- Philipp VI. Obenauer (DDP) (bis 1923)
- Arthur Osann (DVP)

### R
- (Johann) Georg Raab (SPD)
- Bernhard Rechthien (SPD)
- Julius Reiber (DDP)
- Georg Aloys Rink (gen. Ludwig) (KPD)
- Franz Joseph IV. Ross (SPD)
- Anna Katharina Roth (KPD)

### S
- Heinrich Wilhelm Schaub (SPD)
- Martin Schian (DVP)
- Bernhard Schildbach (SPD)
- Christian Karl Scholz (DVP)
- Friedrich Jakob Schott (DVP)
- Johann Schreiber (DDP) (ab 1923 als Nachfolger für Abg. Obenauer)
- Joseph Maria Schül (Zentrum)
- Heinrich Wendelin Soherr (Zentrum)
- Friedrich Wilhelm Stein (HBB)
- Margarethe Steinhäuser (SPD)
- Karl Ludwig Storck (SPD)
- Reinhard Strecker (SPD)
- Otto Sturmfels (SPD)

### U
- Philipp Uebel (Zentrum)
- Carl Ulrich (SPD)
- (Kaspar) Otto Urstadt (DDP)

### W
- Franz Adam Wagner (Zentrum)
- Ferdinand Werner (DNVP)
- Ernst Wilhelm Widmann (SPD)
- Richard Wolf (HBB)
- Rudolf Wünzer (DVP)